# Vito De Grisantis

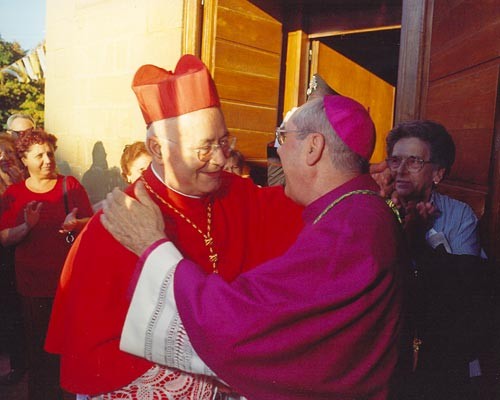
Vito De Grisantis (rechts) en Salvatore De Giorgi in 2005

Vito De Grisantis (Lecce, 20 augustus 1941 - Tricase, 1 april 2010) was een Italiaans bisschop.
Met een dissertatie over huwelijk en gezin behaalde hij een doctoraat aan de Pauselijke Lateraanse Universiteit en gaf nadien les aan de hogeschool voor godsdienstwetenschappen in Lecce. De Grisantis werd op 27 juni 1965 tot priester gewijd. Van 1975 tot 2000 was hij pastoor in Lecce. De Grisantis was bekend vanwege zijn betrokkenheid bij het geven van microkredieten aan de armsten. 
Op 13 mei 2000 werd hij door Johannes Paulus II tot bisschop van Ugento-Santa Maria di Leuca benoemd. Op 29 juli van datzelfde jaar wijdde Salvatore De Giorgi hem tot aartsbisschop van Palermo.
Vito de Grisantis stierf na een langdurig ziekbed aan een maligne lymfoom.
- Gemeinsame Normdatei: 1146387113
- International Standard Name Identifier: 0000 0000 4563 0330
- Library of Congress Control Number: no2002114025
- Istituto Centrale per il Catalogo Unico: CAGV024373
- Virtual International Authority File: 16902361
- WorldCat: E39PBJtmtyXQfb3DwcVhTtPRKd